# Selección de béisbol de Japón
La selección de béisbol de Japón es el equipo oficial que representa a Japón en eventos internacionales de béisbol. La selección está integrada por jugadores Nipones o Japoneses que en su mayoría participan en la NPB y en las Grandes Ligas. En agosto de 2016 la selección japonesa ocupa el primer lugar del Ranking Mundial de la IBAF, Federación Internacional de Béisbol, (IBAF por sus siglas en inglés).

## Resultados generales
| Competición                | PJ  | PG  | PP | CF  | CC  |
| -------------------------- | --- | --- | -- | --- | --- |
| WBSC Premier 12            | 15  | 13  | 2  | 98  | 44  |
| Clásico Mundial de Béisbol | 31  | 23  | 8  | 201 | 85  |
| Juegos Olímpicos           | 45  | 26  | 19 | 297 | 138 |
| Copa Mundial de Béisbol    | 171 | 116 | 55 | -   | -   |
| Juegos Asiáticos           | 37  | 26  | 11 | 357 | 133 |
| Total oficiales            | 299 | 204 | 95 | 953 | 400 |

### WBSC Premier 12
| Edición       | Resultado     | Posición | PJ | PG | PP | CF | CC |
| ------------- | ------------- | -------- | -- | -- | -- | -- | -- |
| 2015 Detalles | Tercer puesto | 3°       | 7  | 6  | 1  | 54 | 22 |
| 2019 Detalles | Campeón       | 1°       | 8  | 7  | 1  | 44 | 22 |
| Total         |               |          | 15 | 13 | 2  | 98 | 44 |

### Clásico Mundial de Béisbol
| Edición       | Resultado   | Posición | PJ | PG | PP | CF  | CC  |
| ------------- | ----------- | -------- | -- | -- | -- | --- | --- |
| 2006 Detalles | Campeón     | 1°       | 8  | 5  | 3  | 60  | 21  |
| 2009 Detalles | Campeón     | 1°       | 9  | 7  | 2  | 50  | 16  |
| 2013 Detalles | Semifinales | 4°       | 7  | 5  | 2  | 44  | 24  |
| 2017 Detalles | Semifinales | 3°       | 7  | 6  | 1  | 47  | 24  |
| 2023 Detalles | Campeón     | 1°       | 7  | 7  | 0  | 56  | 18  |
| Total         | -           | -        | 38 | 30 | 8  | 257 | 103 |

### Béisbol en los Juegos Olímpicos
| Año                 | Ronda                          | Posición                       | PJ                             | PG                             | PP                             | CF                             | CC                             |                                |
| ------------------- | ------------------------------ | ------------------------------ | ------------------------------ | ------------------------------ | ------------------------------ | ------------------------------ | ------------------------------ | ------------------------------ |
| Tokio 1964          | Deporte de demostración        | Deporte de demostración        | Deporte de demostración        | Deporte de demostración        | Deporte de demostración        | Deporte de demostración        | Deporte de demostración        | Deporte de demostración        |
| México 1968         | No hubo competición de béisbol | No hubo competición de béisbol | No hubo competición de béisbol | No hubo competición de béisbol | No hubo competición de béisbol | No hubo competición de béisbol | No hubo competición de béisbol | No hubo competición de béisbol |
| Múnich 1972         | No hubo competición de béisbol | No hubo competición de béisbol | No hubo competición de béisbol | No hubo competición de béisbol | No hubo competición de béisbol | No hubo competición de béisbol | No hubo competición de béisbol | No hubo competición de béisbol |
| Moscú 1980          | No hubo competición de béisbol | No hubo competición de béisbol | No hubo competición de béisbol | No hubo competición de béisbol | No hubo competición de béisbol | No hubo competición de béisbol | No hubo competición de béisbol | No hubo competición de béisbol |
| Los Ángeles 1984    | Deporte de demostración        | Deporte de demostración        | Deporte de demostración        | Deporte de demostración        | Deporte de demostración        | Deporte de demostración        | Deporte de demostración        | Deporte de demostración        |
| Seúl 1988           | Deporte de demostración        | Deporte de demostración        | Deporte de demostración        | Deporte de demostración        | Deporte de demostración        | Deporte de demostración        | Deporte de demostración        | Deporte de demostración        |
| Barcelona 1992      | Bronce                         | 3º                             | 9                              | 6                              | 3                              | 70                             | 23                             |                                |
| Atlanta 1996        | Plata                          | 2º                             | 9                              | 5                              | 4                              | 89                             | 45                             |                                |
| Sídney 2000         | Cuarto lugar                   | 4º                             | 9                              | 4                              | 5                              | 42                             | 29                             |                                |
| Atenas 2004         | Plata                          | 2º                             | 9                              | 7                              | 2                              | 60                             | 23                             |                                |
| Pekín 2008          | Cuarto lugar                   | 4°                             | 9                              | 4                              | 5                              | 36                             | 28                             |                                |
| Londres 2012        | No hubo competición de béisbol | No hubo competición de béisbol | No hubo competición de béisbol | No hubo competición de béisbol | No hubo competición de béisbol | No hubo competición de béisbol | No hubo competición de béisbol | No hubo competición de béisbol |
| Río de Janeiro 2016 | No hubo competición de béisbol | No hubo competición de béisbol | No hubo competición de béisbol | No hubo competición de béisbol | No hubo competición de béisbol | No hubo competición de béisbol | No hubo competición de béisbol | No hubo competición de béisbol |
| Tokio 2020          | Campeón                        | 1°                             | 5                              | 5                              | 0                              | 25                             | 15                             |                                |
| Total               | 6/6                            | 1°                             | 50                             | 31                             | 19                             | 322                            | 153                            |                                |

### Copa Mundial de Béisbol
| Año                           | Ronda        | Posición     | PJ           | PG           | PP           | CF           | CC           |              |
| ----------------------------- | ------------ | ------------ | ------------ | ------------ | ------------ | ------------ | ------------ | ------------ |
| Serie Mundial Amateur         |              |              |              |              |              |              |              |              |
| Gran Bretaña 1928 - Cuba 1971 | No participó | No participó | No participó | No participó | No participó | No participó | No participó | No participó |
| Nicaragua 1972                | Cuarto lugar | 4º           | 15           | 11           | 4            | -            | -            |              |
| Cuba 1973                     | No participó | No participó | No participó | No participó | No participó | No participó | No participó | No participó |
| Nicaragua 1973                | No participó | No participó | No participó | No participó | No participó | No participó | No participó | No participó |
| Estados Unidos 1974           | No participó | No participó | No participó | No participó | No participó | No participó | No participó | No participó |
| Colombia 1976                 | Bronce       | 3º           | 10           | 7            | 3            | -            | -            |              |
| Italia 1978                   | Cuarto lugar | 4º           | 10           | 7            | 3            | -            | -            |              |
| Japón 1980                    | Bronce       | 3º           | 11           | 9            | 2            | -            | -            |              |
| Corea del Sur 1982            | Plata        | 2º           | 9            | 7            | 2            | -            | -            |              |
| Cuba 1984                     | Cuarto lugar | 4º           | 13           | 8            | 5            | -            | -            |              |
| Países Bajos 1986             | Cuarto lugar | 4°           | 9            | 4            | 5            | -            | -            |              |
| Copa Mundial de Béisbol       |              |              |              |              |              |              |              |              |
| Italia 1988                   | Cuarto lugar | 4°           | 13           | 7            | 6            | -            | -            |              |
| Canadá 1990                   | Quinto lugar | 5°           | 9            | 6            | 3            | -            | -            |              |
| Nicaragua 1994                | Bronce       | 3°           | 10           | 8            | 2            | -            | -            |              |
| Italia 1998                   | Quinto lugar | 5°           | 10           | 8            | 2            | -            | -            |              |
| Taiwán 2001                   | Cuarto lugar | 4°           | 10           | 8            | 2            | -            | -            |              |
| Cuba 2003                     | Bronce       | 3°           | 10           | 9            | 1            | -            | -            |              |
| Países Bajos 2005             | Quinto lugar | 5°           | 11           | 9            | 2            | -            | -            |              |
| Taiwán 2007                   | Bronce       | 3°           | 10           | 7            | 3            | -            | -            |              |
| Italia 2009                   | Primera fase | 12°          | 10           | 4            | 6            | -            | -            |              |
| Panamá 2011                   | Primera fase | 12°          | 7            | 2            | 5            | -            | -            |              |
| Total                         | 17/39        | 2°           | 171          | 116          | 55           | -            | -            |              |

### Campeonato Asiático de Béisbol
| Año                         | Ronda      | Posición   | PJ         | PG         | PP         | CF         | CC         |            |
| --------------------------- | ---------- | ---------- | ---------- | ---------- | ---------- | ---------- | ---------- | ---------- |
| Manila 1954                 | Plata      | 2º         | -          | -          | -          | -          | -          |            |
| Manila 1955                 | Oro        | 1º         | -          | -          | -          | -          | -          |            |
| Tokio 1959                  | Oro        | 1º         | -          | -          | -          | -          | -          |            |
| Taipéi 1962                 | Oro        | 1º         | -          | -          | -          | -          | -          |            |
| Seúl 1963                   | Plata      | 2º         | -          | -          | -          | -          | -          |            |
| Manila 1965                 | Oro        | 1º         | -          | -          | -          | -          | -          |            |
| Tokio 1967                  | Oro        | 1º         | -          | -          | -          | -          | -          |            |
| Taipéi 1969                 | Oro        | 1º         | -          | -          | -          | -          | -          |            |
| Seúl 1971                   | Plata      | 2º         | -          | -          | -          | -          | -          |            |
| Manila 1973                 | Oro        | 1º         | -          | -          | -          | -          | -          |            |
| Seúl 1975                   | Plata      | 2º         | -          | -          | -          | -          | -          |            |
| Seúl 1983                   | Plata      | 2º         | -          | -          | -          | -          | -          |            |
| Perth 1985                  | Oro        | 1º         | -          | -          | -          | -          | -          |            |
| Tokio 1987                  | Plata      | 2º         | -          | -          | -          | -          | -          |            |
| Seúl 1989                   | Plata      | 2º         | -          | -          | -          | -          | -          |            |
| Beijing 1991                | Oro        | 1º         | -          | -          | -          | -          | -          |            |
| Perth 1993                  | Oro        | 1º         | -          | -          | -          | -          | -          |            |
| Tokio 1995                  | Oro        | 1º         | -          | -          | -          | -          | -          |            |
| Taipéi 1997                 | Plata      | 2º         | -          | -          | -          | -          | -          |            |
| Seúl 1999                   | Plata      | 2º         | -          | -          | -          | -          | -          |            |
| Taipéi 2001                 | Bronce     | 3º         | -          | -          | -          | -          | -          |            |
| Sapporo 2003                | Oro        | 1º         | -          | -          | -          | -          | -          |            |
| Miyazaki 2005               | Oro        | 1º         | -          | -          | -          | -          | -          |            |
| Taichung 2007               | Oro        | 1º         | -          | -          | -          | -          | -          |            |
| Sapporo 2009                | Oro        | 1º         | -          | -          | -          | -          | -          |            |
| Taichung 2012               | Oro        | 1º         | -          | -          | -          | -          | -          |            |
| Taichung 2015               | Bronce     | 3º         | -          | -          | -          | -          | -          |            |
| Nueva Ciudad de Taipéi 2017 | Oro        | 1º         | -          | -          | -          | -          | -          |            |
| Taichung 2019               | Plata      | 2º         | -          | -          | -          | -          | -          |            |
| Taiwán 2021                 | Calificado | Calificado | Calificado | Calificado | Calificado | Calificado | Calificado | Calificado |
| Total                       | 30/30      | 1°         | -          | -          | -          | -          | -          |            |

### Béisbol en los Juegos Asiáticos
| Año            | Ronda      | Posición   | PJ         | PG         | PP         | CF         | CC         |            |
| -------------- | ---------- | ---------- | ---------- | ---------- | ---------- | ---------- | ---------- | ---------- |
| Hiroshima 1994 | Oro        | 1º         | 4          | 4          | 0          | 54         | 11         |            |
| Bangkonk 1998  | Plata      | 2º         | 6          | 2          | 4          | 34         | 55         |            |
| Busán 2002     | Bronce     | 3º         | 6          | 4          | 2          | 42         | 23         |            |
| Doha 2006      | Plata      | 2º         | 5          | 4          | 1          | 56         | 17         |            |
| Guangzhou 2010 | Bronce     | 3º         | 5          | 4          | 1          | 54         | 6          |            |
| Icheon 2014    | Bronce     | 3º         | 5          | 4          | 1          | 55         | 11         |            |
| Yakarta 2018   | Plata      | 2º         | 6          | 4          | 2          | 62         | 10         |            |
| Hangzhou 2022  | Calificado | Calificado | Calificado | Calificado | Calificado | Calificado | Calificado | Calificado |
| Total          | 7/7        | 2°         | 37         | 26         | 11         | 357        | 133        |            |

## Clásico Mundial de Béisbol
Edición 2006

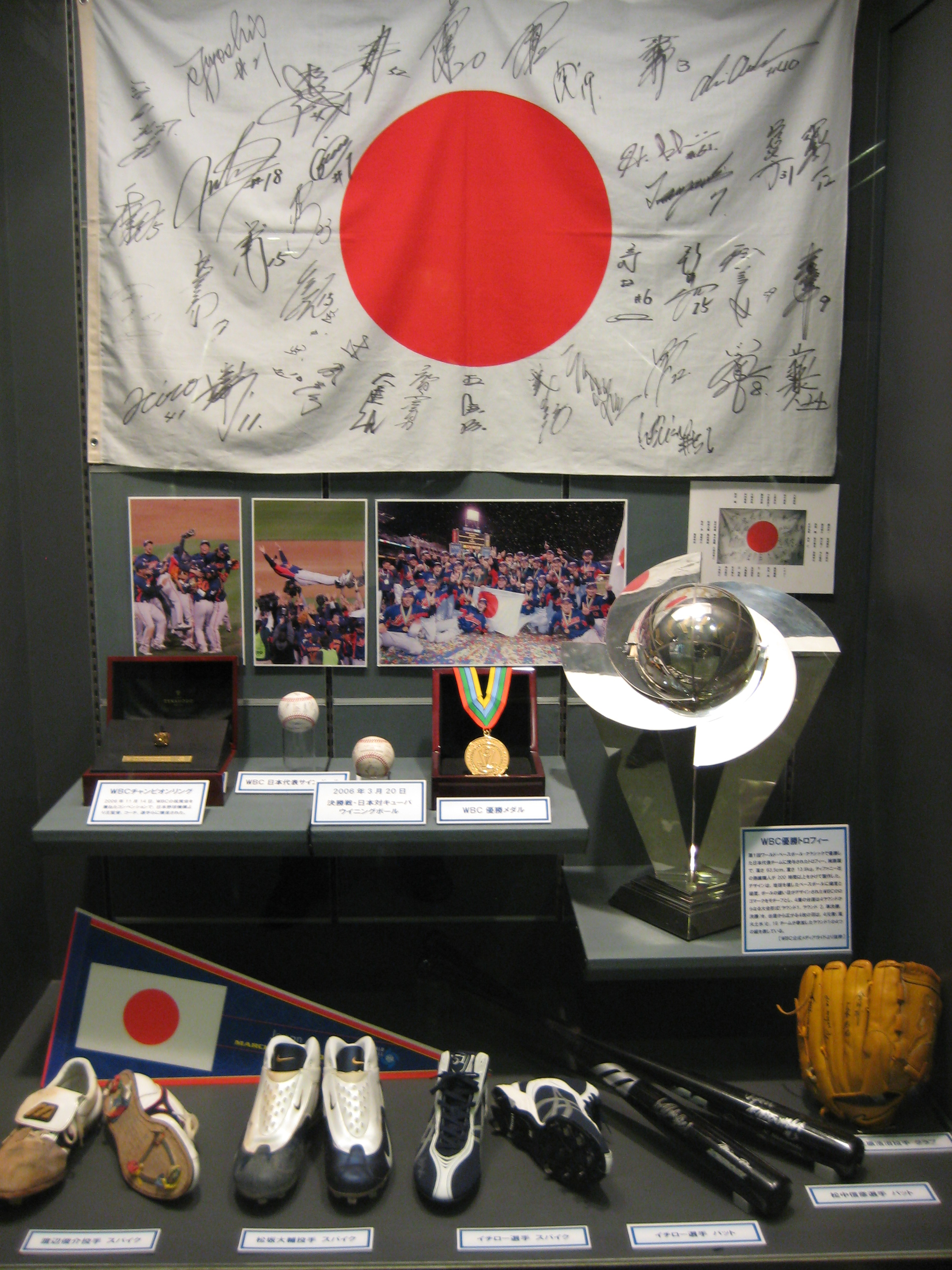
Trofeo del Campeonato Mundial de Béisbol Clásico 2006

En la I edición del Clásico Mundial de Béisbol en 2006, la selección japonesa formó parte del Grupo A, integrado además por Corea del Sur, China y China Taipéi. Japón logró el segundo puesto de ese grupo y accedió a la segunda ronda, y luego a la semifinal, jugó la final contra Cuba y en un intenso encuentro ganó con un marcador de 10-6 y se proclamó como primer campeón del Clásico Mundial de Béisbol.
Edición 2009
En la edición de 2009 Japón enfrentó a los mismos rivales de grupo que en el 2006 de nuevo quedó segundo en su grupo avanzó a la segunda ronda y jugó la final con su eterno rival Corea del Sur. Ganó la final en un partido de 11 entradas con un marcador favorable 5-3 y se proclamó campeón del mundo por segunda vez.
Edición 2013
Para el tercer clásico mundial, sus rivales de grupo fueron China, Cuba y la selección debutante Brasil. A pesar de ser derrotados por Cuba, avanzaron a segunda ronda, donde enfrentaron a China Taipéi y a los Países Bajos, tras derrotar a estos rivales, fueron derrotados en semifinales por Puerto Rico, obteniendo la medalla de bronce.
Edición 2023
En la edición de 2023 Japón formó parte del grupo B también conformado por las selecciones de Australia, República Checa, China y Corea del Sur, el equipo clasificó a segunda ronda de manera invicta 4-0. En la segunda ronda se enfrentó a Italia ganando el partido 9-3, en la semifinal enfrentó a la novena de México derrotandolos en un dramático partido 6-5 viniendo de atrás y dejando a México en el terreno; en la final se midieron a la Estados Unidos ganando el partido final 3-2, para conseguir su tercer título del torneo y  convirtiéndose así en el segundo país en ganar el Clásico Mundial de Béisbol de manera invicta junto a República Dominicana.

## Palmarés
- Clásico Mundial de Béisbol (3): 2006, 2009, 2023.
- Copa Mundial de Béisbol:
  -  Medalla de plata: 1982.
  -  Medalla de bronce: 1976, 1980, 1994, 2003, 2007
- Juegos Olímpicos:
  -  Medalla de oro: 2020.
  -  Medalla de plata: 1996.
  -  Medalla de bronce: 1992, 2004.